# Сохатиное (озеро, Таймырский Долгано-Ненецкий район)
Сохатиное — пресноводное озеро на севере Красноярского края России, располагается у подножья северных склонов плато Путорана, на северо-востоке от места слияния рек Большой Авам и Малый Авам.
Зеркало озера расположено на высоте 66 метров над уровнем моря. Площадь озера — 15,8 км². Площадь водосбора составляет 63 км². Форма озера вытянута с запада на восток, длина около 6 км, максимальная ширина в западной части — 3,9 км.
С юга и запада в озеро впадает несколько ручьёв. На севере вытекает протока без названия, впадающая в реку Кутуячин, приток Авама, относящуюся к бассейну Пясины. Берега в основном низкие, поросшие лиственницей. 